# Foto del ghetto di Łódź

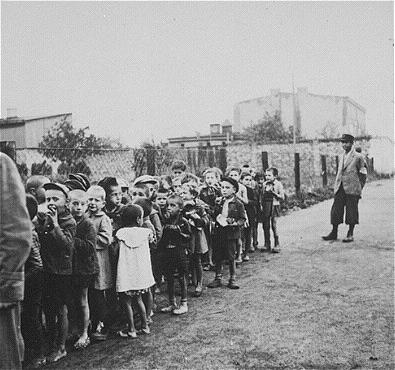
Deportazione dei bambini del ghetto (1941)

Le foto del ghetto di Łódź documentano la vita di quello che fu il secondo più importante tra i ghetti nazisti della Polonia occupata dopo quello di Varsavia.
Vi sono anzitutto le foto scattate dai nazisti. Si dividono in due categorie. Quelle "ufficiali" furono scattate nel corso del 1940-41 da membri dell'ufficio di propaganda: Schilf, Zermin e altri. Poi ci sono le foto "amatoriali", non autorizzate, di Walter Genewein (1901-1974), le quali offrono un'altra prospettiva sul ghetto da parte dei burocrati nazisti, che guardavano al ghetto con curiosità, quasi come un'attrazione turistica.
La maggioranza delle immagini dal ghetto di Łódź vengono dall'opera di due fotografi ebrei, Henryk Ross (1910-1991) e Mendel Grossman (1913-1944). I due lavoravano come fotografi ufficiali del ghetto. Entrambi approfittarono della loro posizione per scattare di nascosto migliaia di foto allo scopo di lasciare un documento visivo ai posteri della vita reale nel ghetto e delle atrocità che vi si commettevano. Entrambi nell'imminenza della liquidazione finale del ghetto nascosero i negativi nella speranza di poterli recuperare dopo la liberazione. Cosa che di fatto avvenne: Ross poté farlo di persona, mentre il lavoro di Grossman, perito nelle deportazioni, fu recuperato dai suoi familiari e amici. Le due collezioni, offrono un quadro documentario di eccezionale importanza per gli studi sull'Olocausto.
Queste collezioni sono oggi tutte ampiamente disponibili online.

## Foto di propaganda nazista
Poco si sa dei membri della Propagandakompanie indicati come autori di numerose fotografie scattate nel ghetto di Lodz nel 1940-41, al di là dei loro nomi: Ernst Herrmann, Wilhelm Holtfreter, Gauss, Kiss, Rode, Schilf, Zermin. Come fotografi ufficiali il loro interesse si concentrava sulla documentazione degli aspetti ufficiali legati all'istituzione, organizzazione e produttività del ghetto, prima dell'inizio degli eccidi e delle deportazioni nei campi di sterminio. Le strade sono ancora popolate di famiglie, bambini e anziani. I negativi di queste fotografie sono oggi conservati nell'Archivio federale tedesco.

### Herrman, Holtfreter, Gauss, Rode & Kiss (1940)

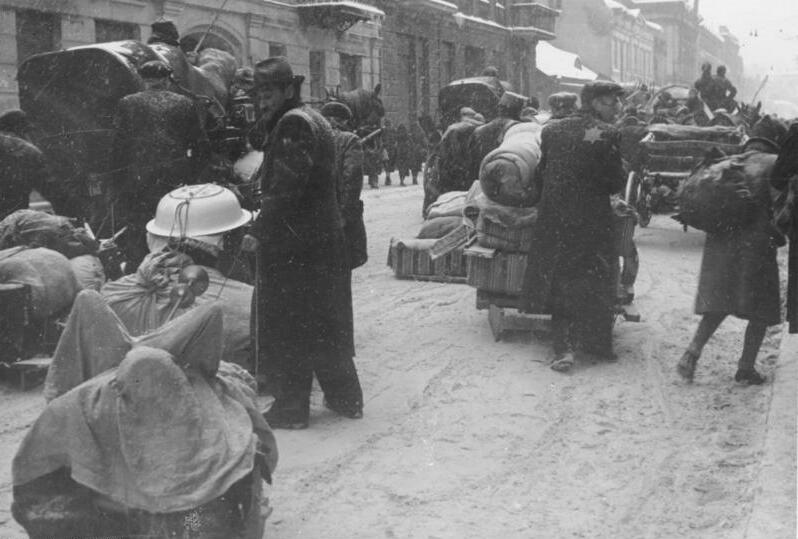
Arrivo di ebrei nel ghetto (Rode & Kiss, marzo 1940)
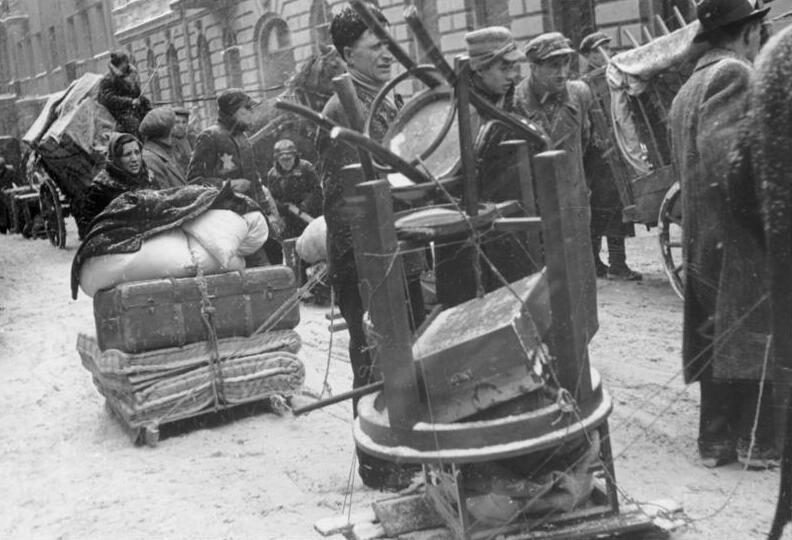
(Rode & Kiss, marzo 1940)
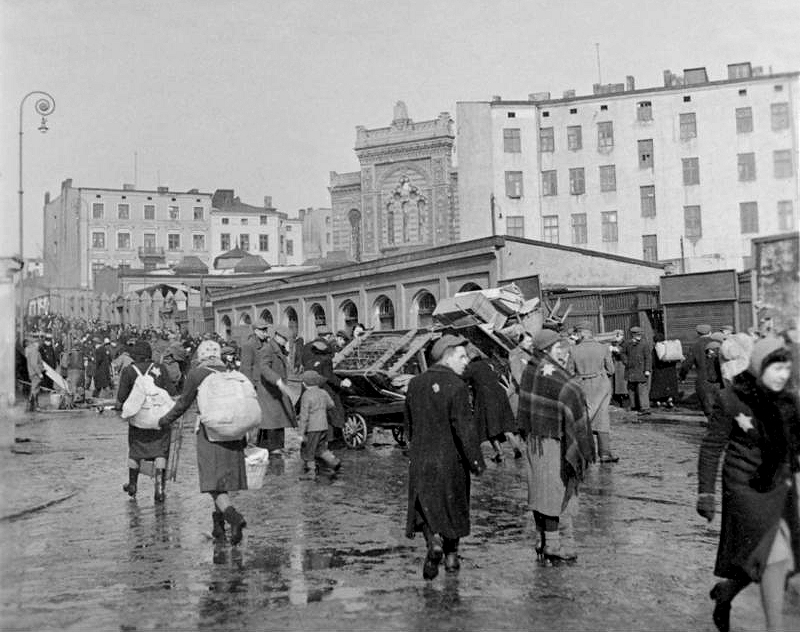
(Gauss, 1940)
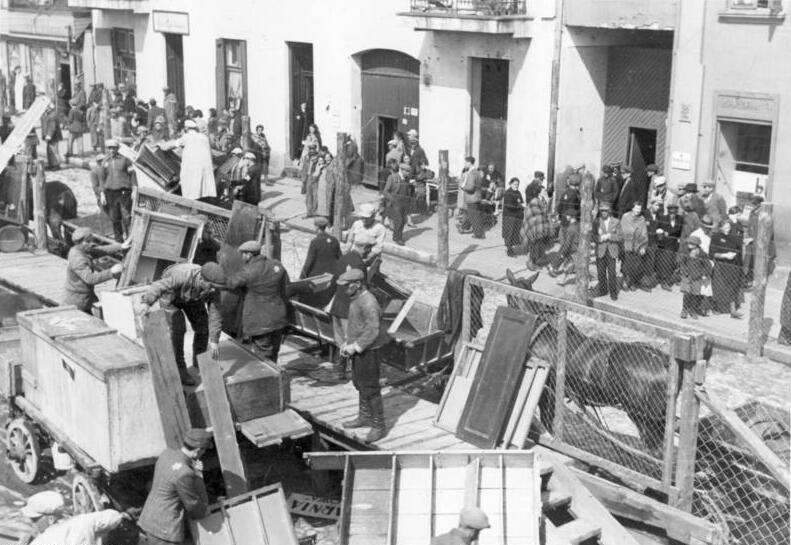
(Holtfreter, 1940)
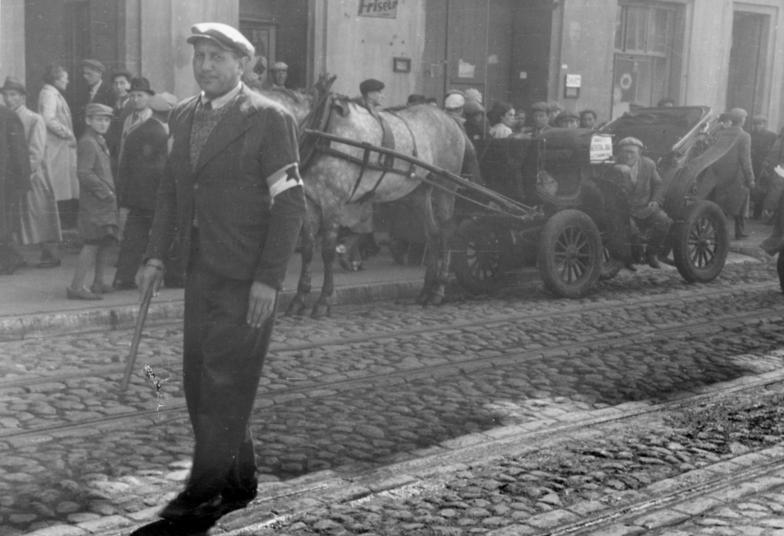
Polizia del ghetto (Holtfreter, 1940)
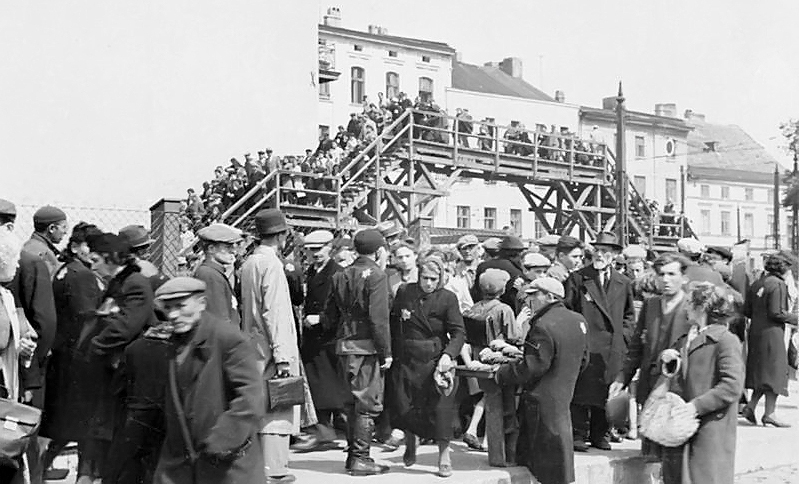
(Holtfreter, 1940)
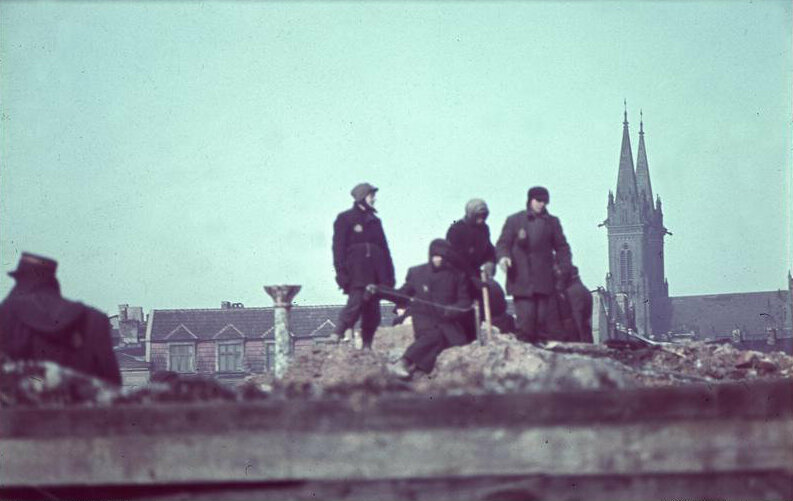
(Herrmann, 1940)

### Schilf (1940)

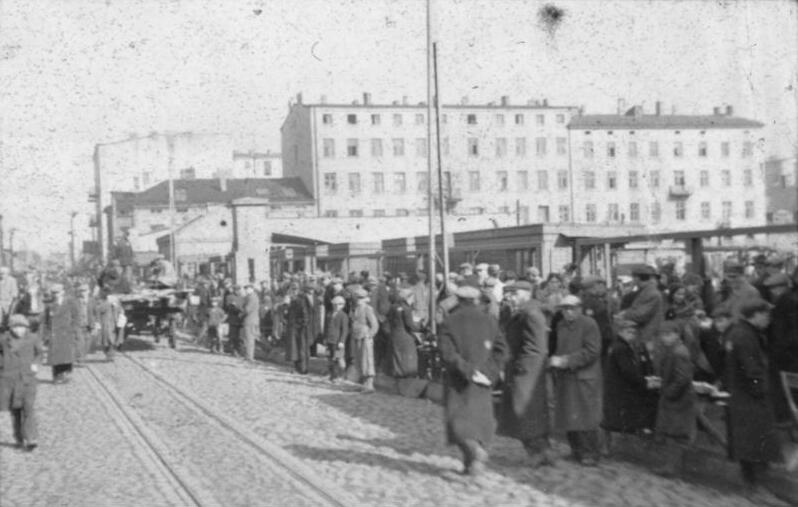
Hanseatenstraße (1940)
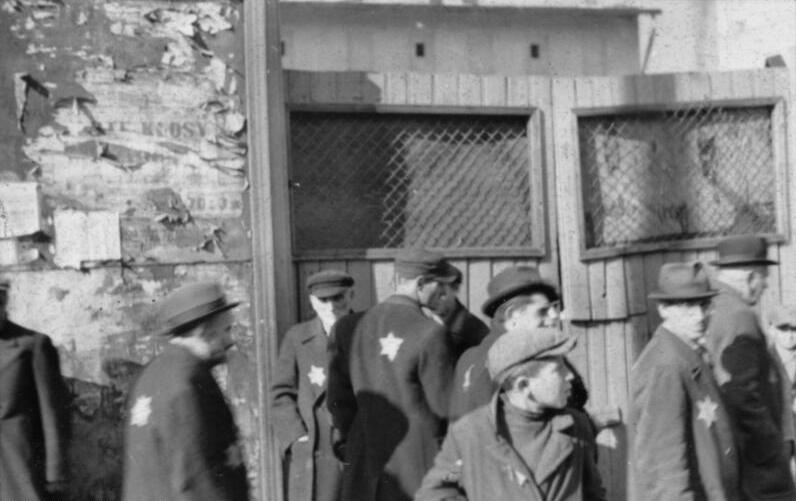
(1940)
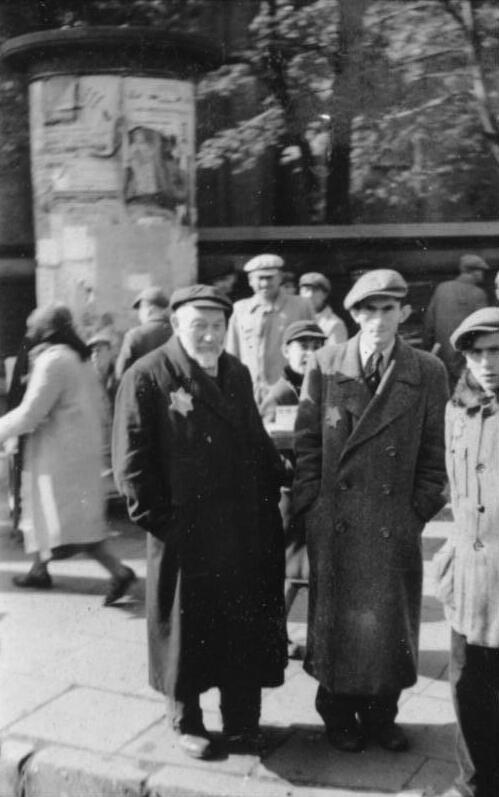
(1940)
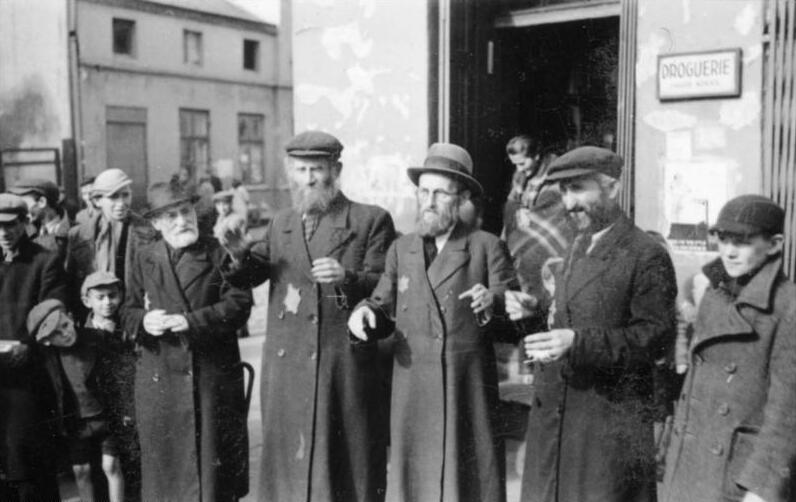
(1940)
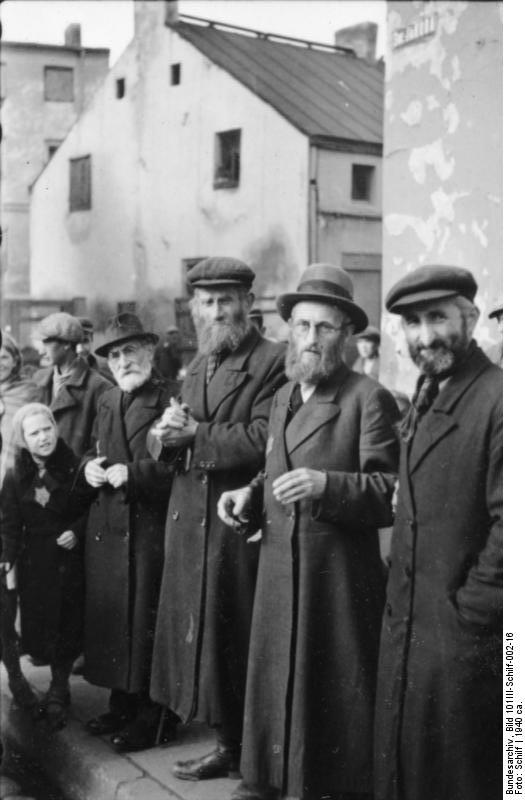
(1940)
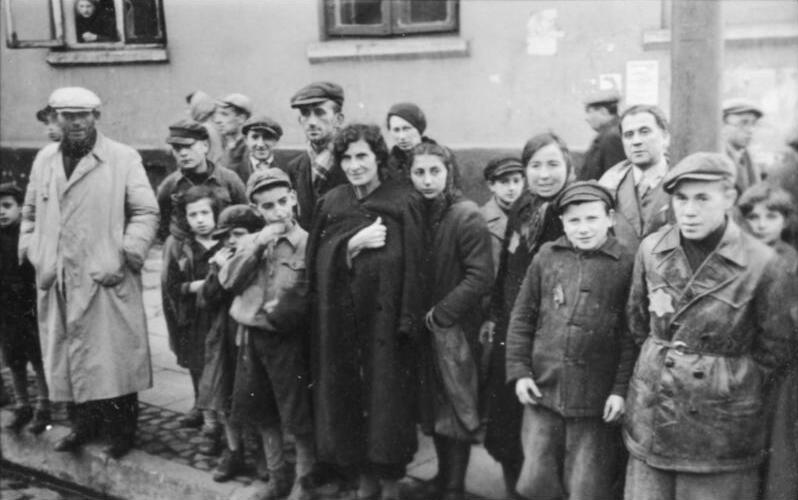
(1940)
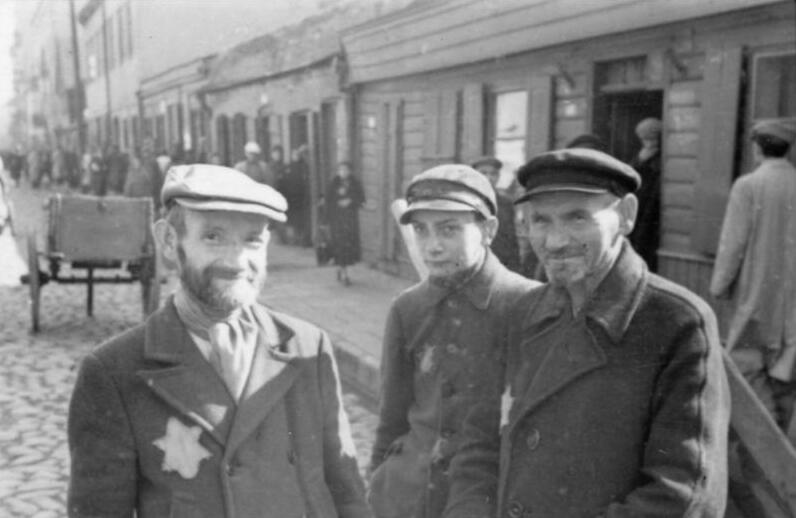
(1940)
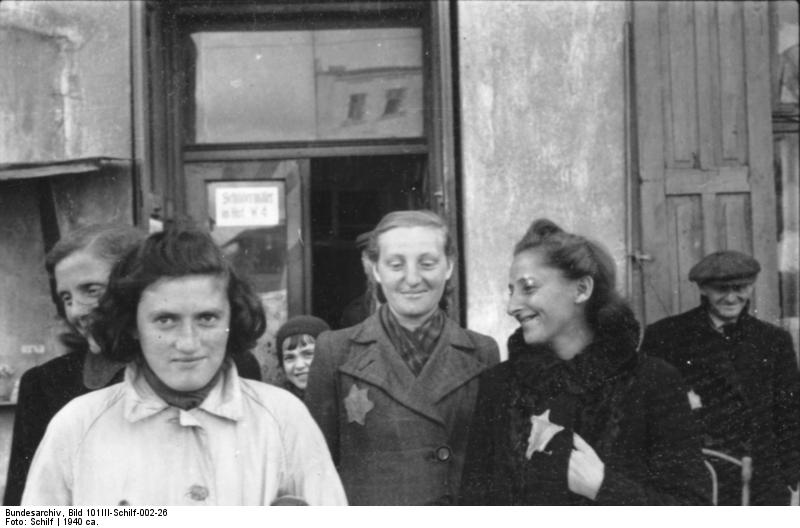
(1940)
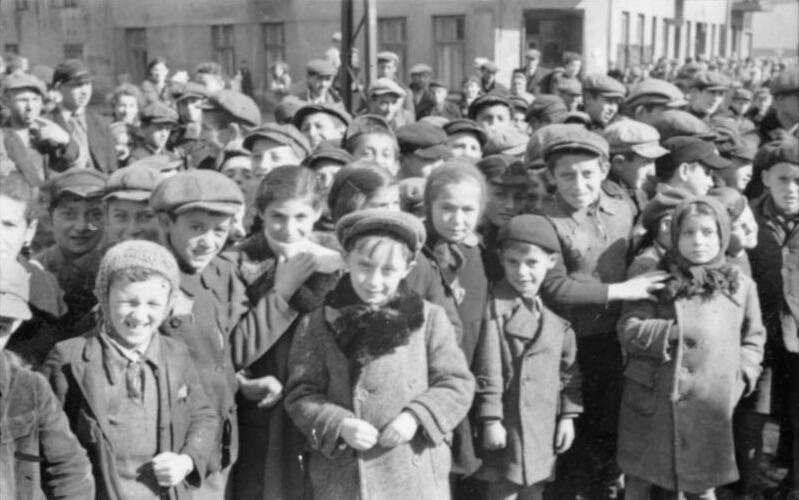
Bambini del ghetto (1940)
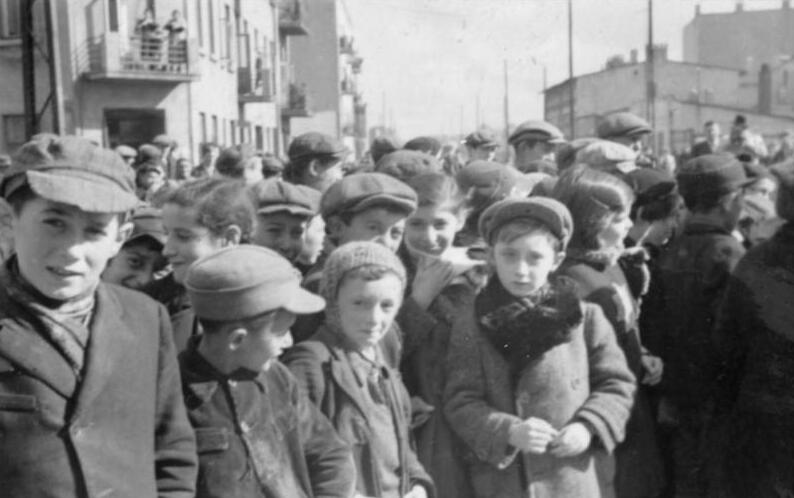
(1940)
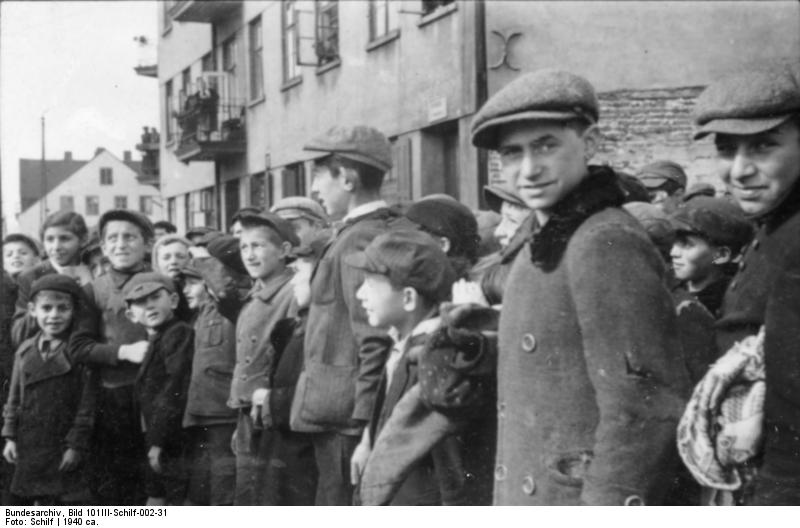
(1940)
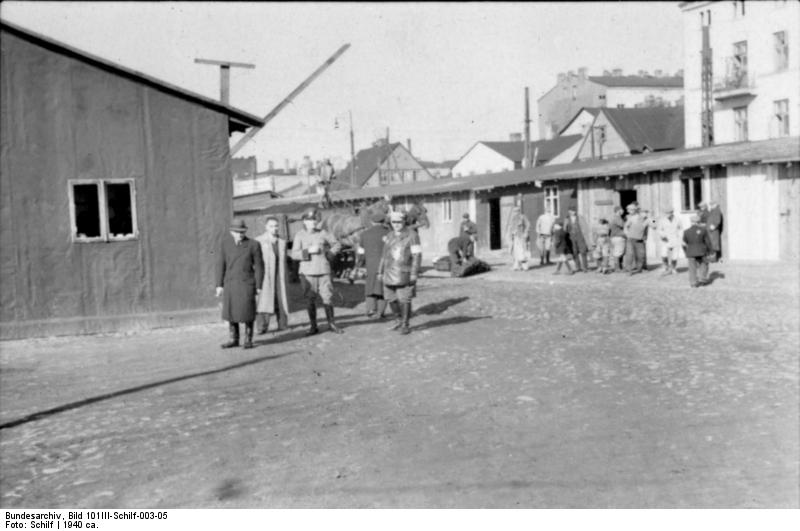
Inselstraße (1940)
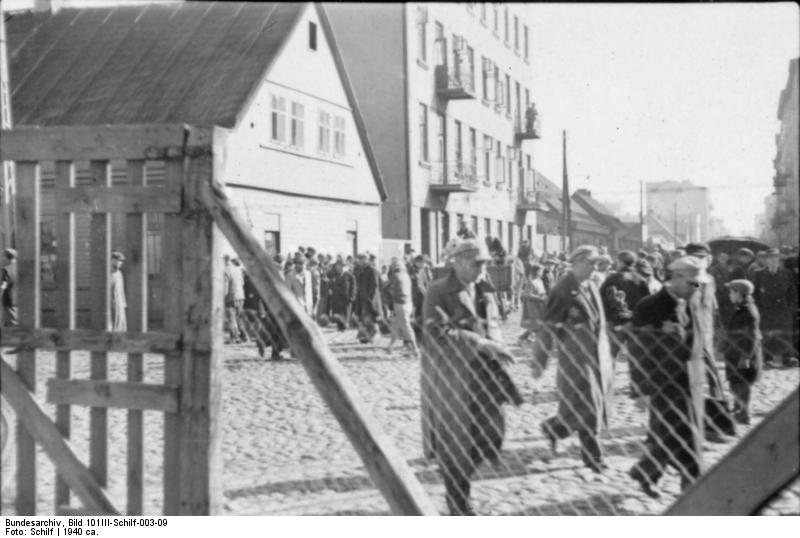
Inselstraße (1940)
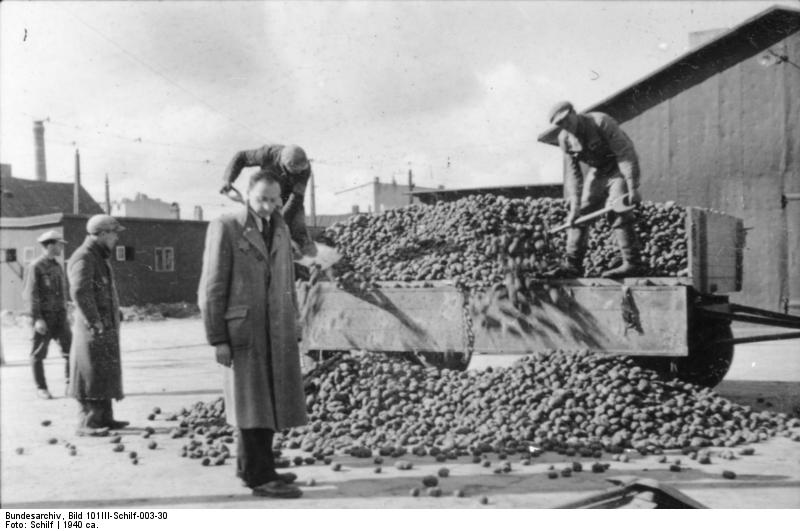
Inselstraße (1940)
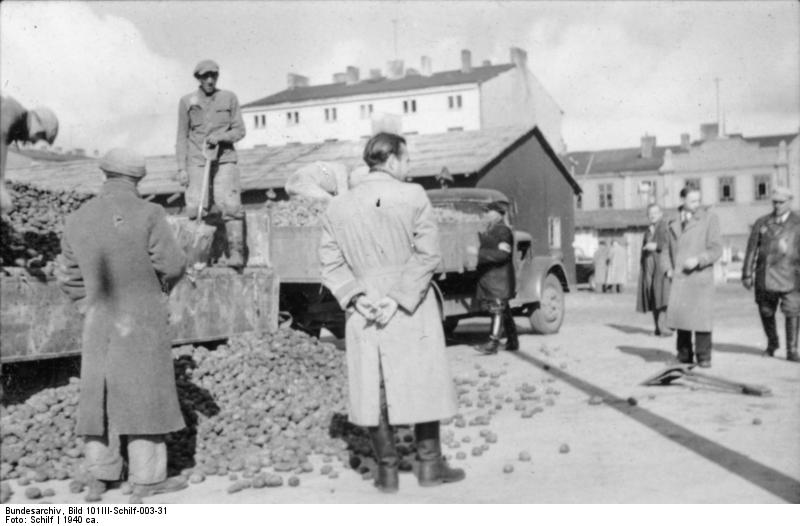
Inselstraße (1940)
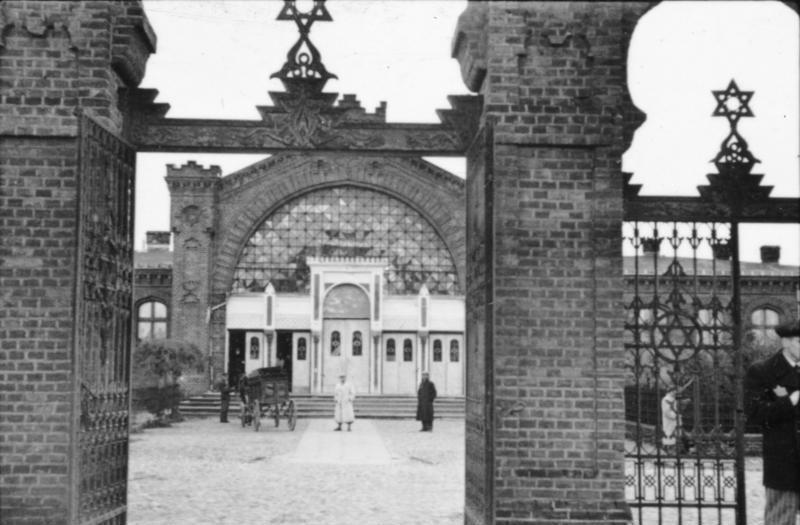
Il cimitero ebraico (1940)

### Zermin (1941)

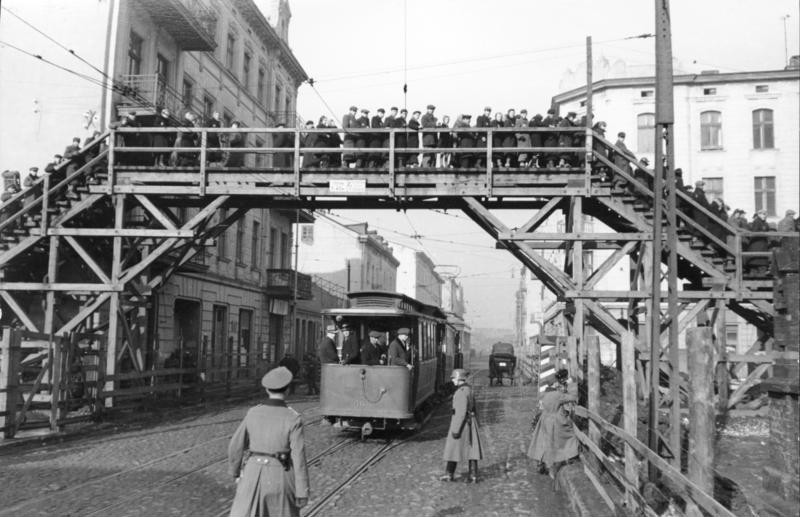
(Zermin, 1941)
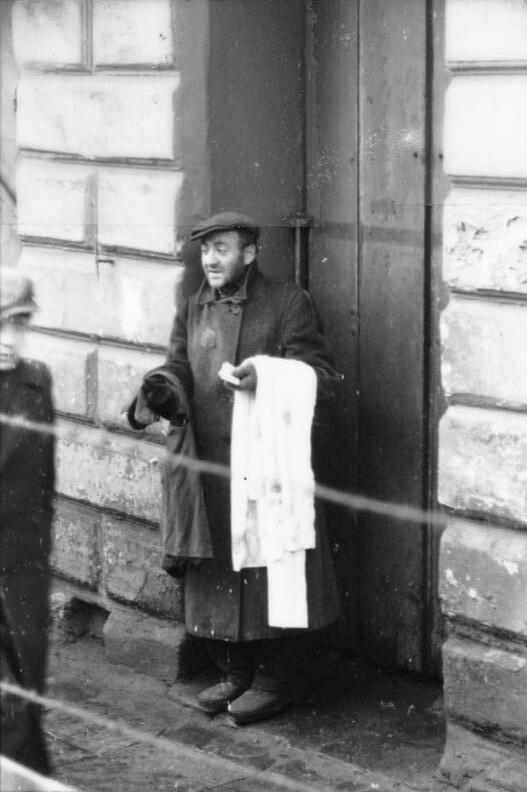
(Zermin, 1941)
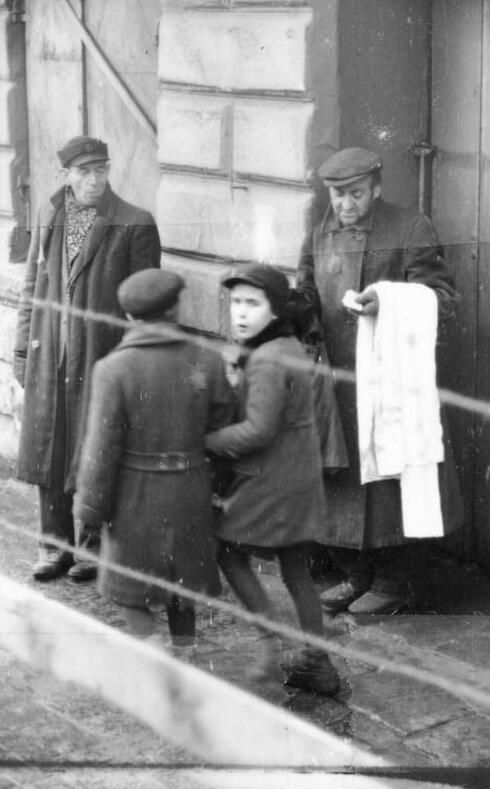
(Zermin, 1941)
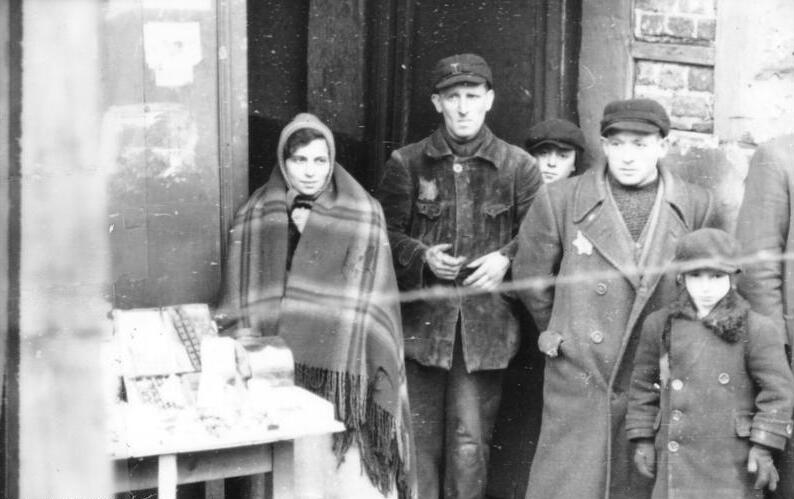
(Zermin, 1941)
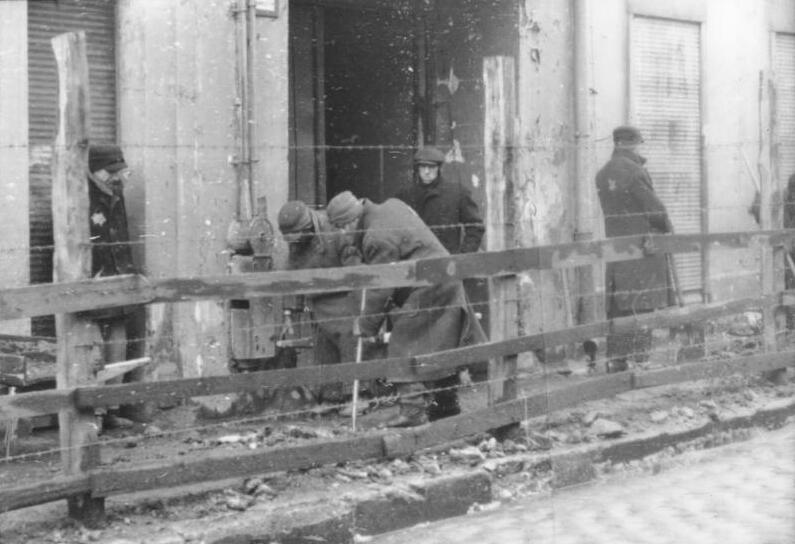
(Zermin, 1941)
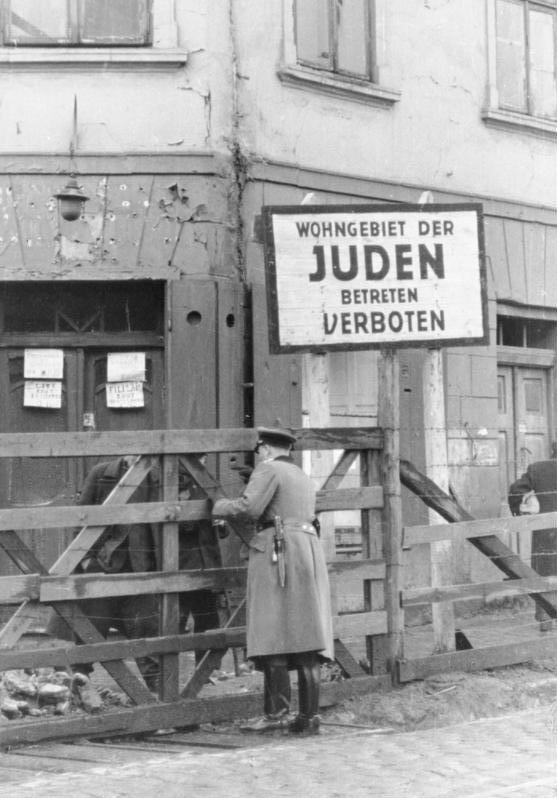
(Zermin, 1941)
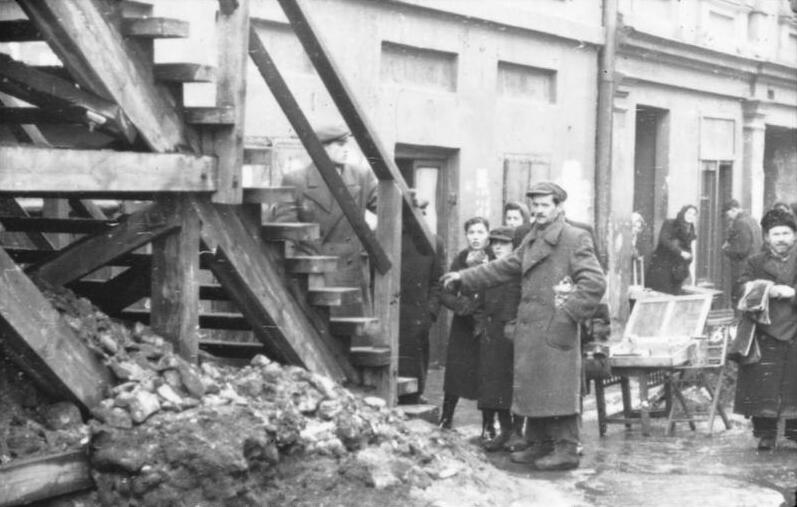
(Zermin, 1941)
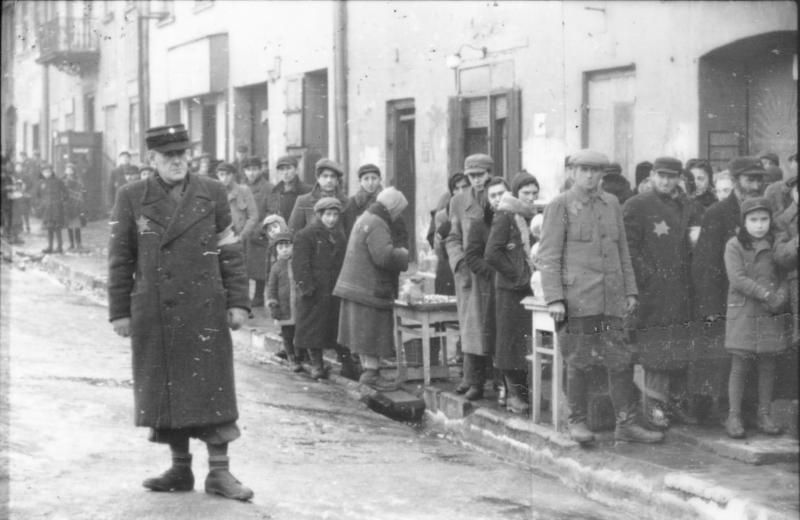
(Zermin, 1941)
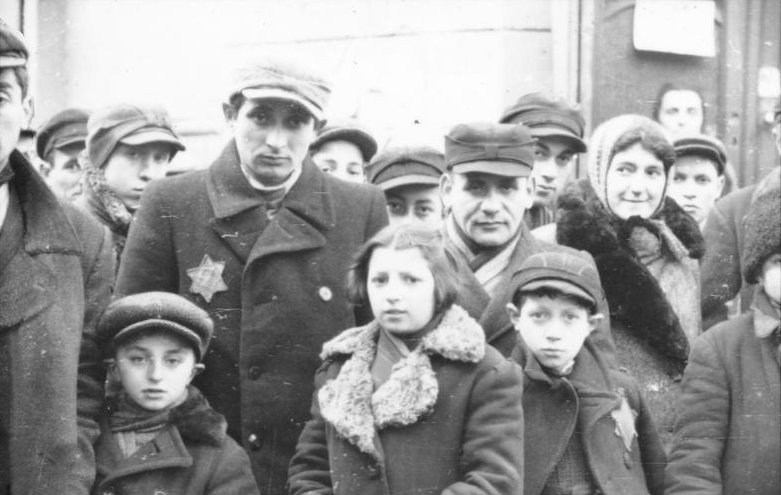
(Zermin, 1941)
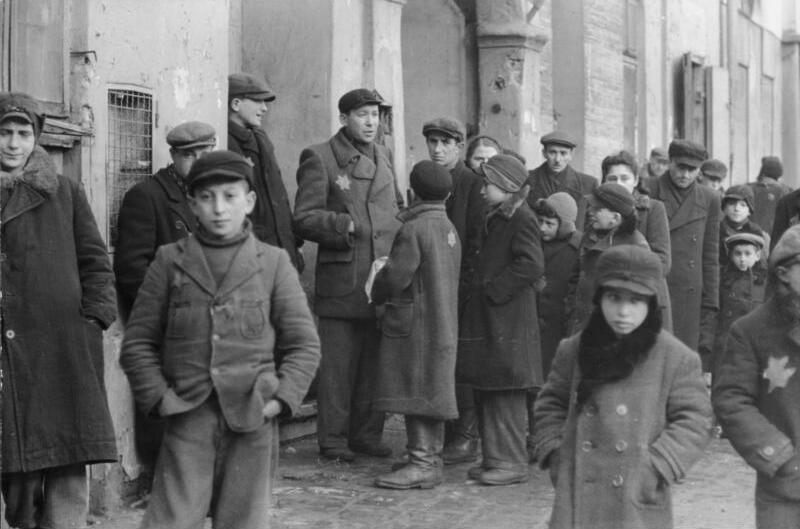
(Zermin, 1941)
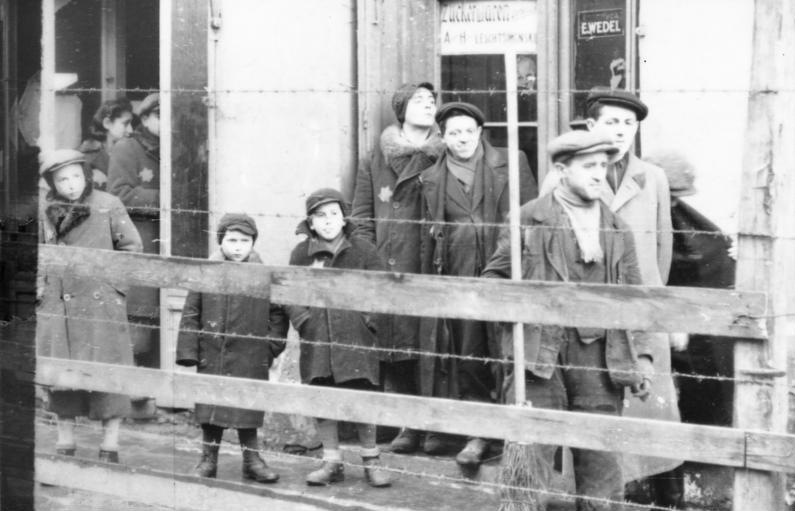
(Zermin, 1941)
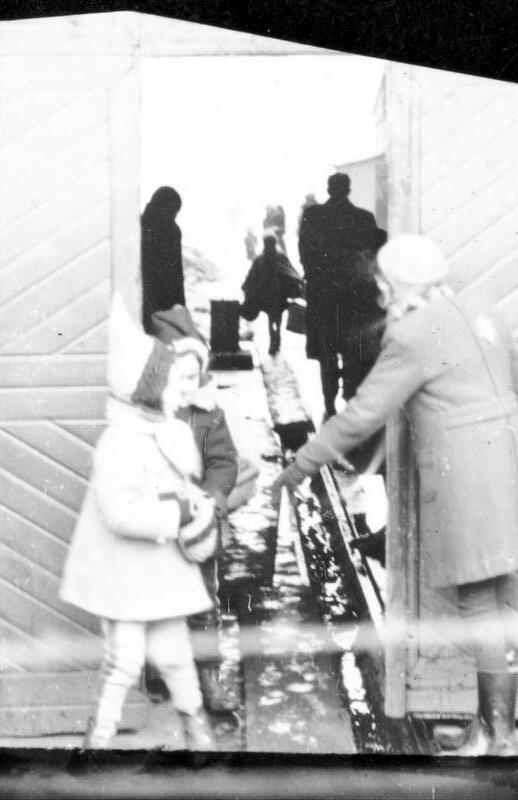
(Zermin, 1941)
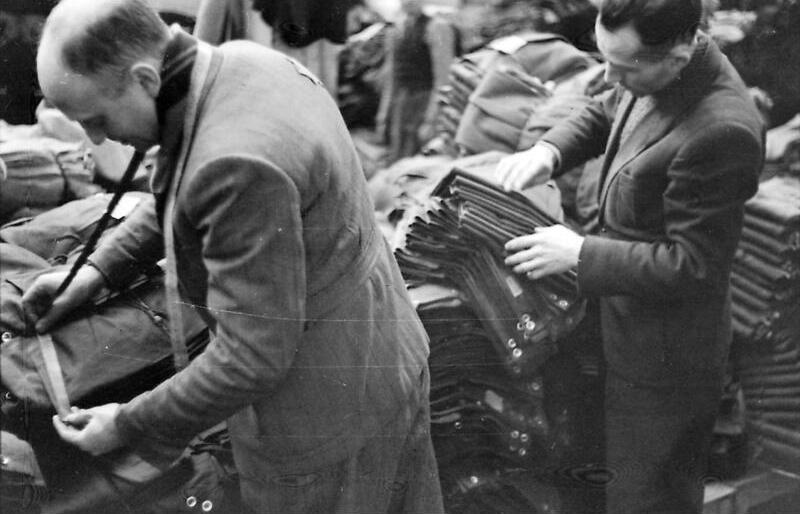
Sartoria (Zermin, 1941)
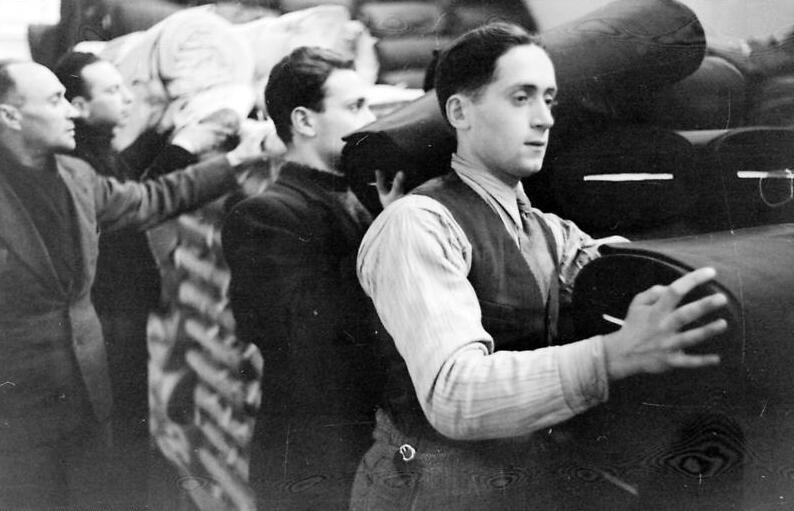
(Zermin, 1941)
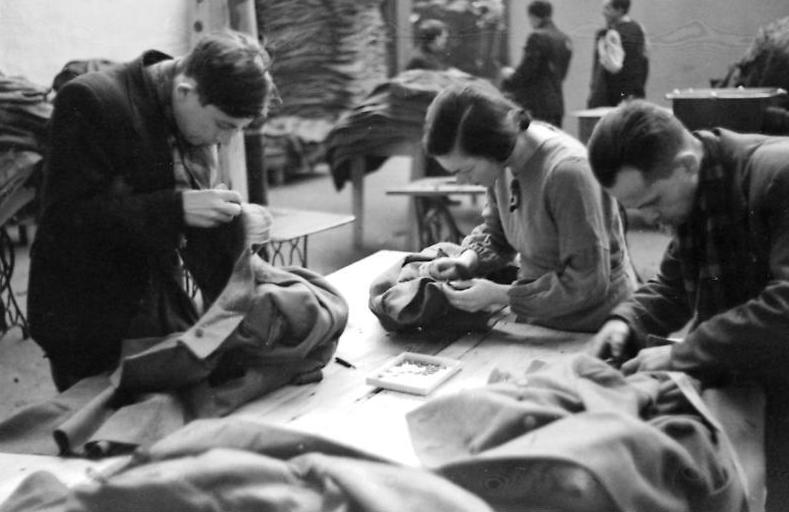
(Zermin, 1941)
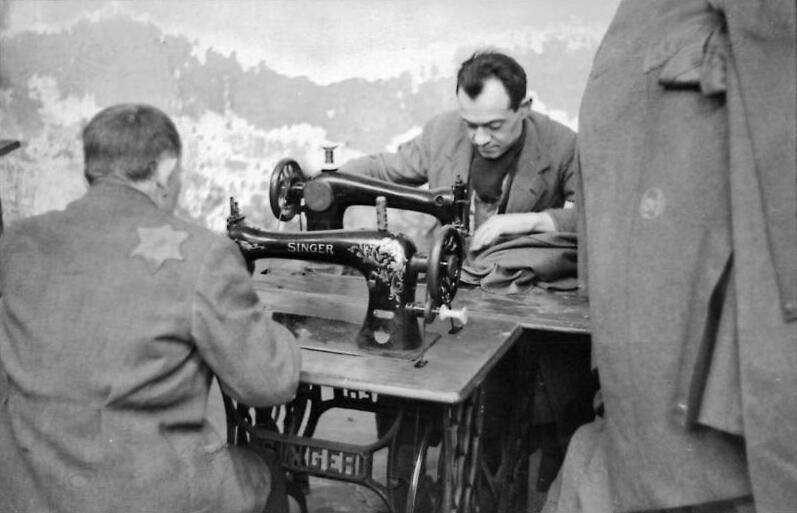
(Zermin, 1941)
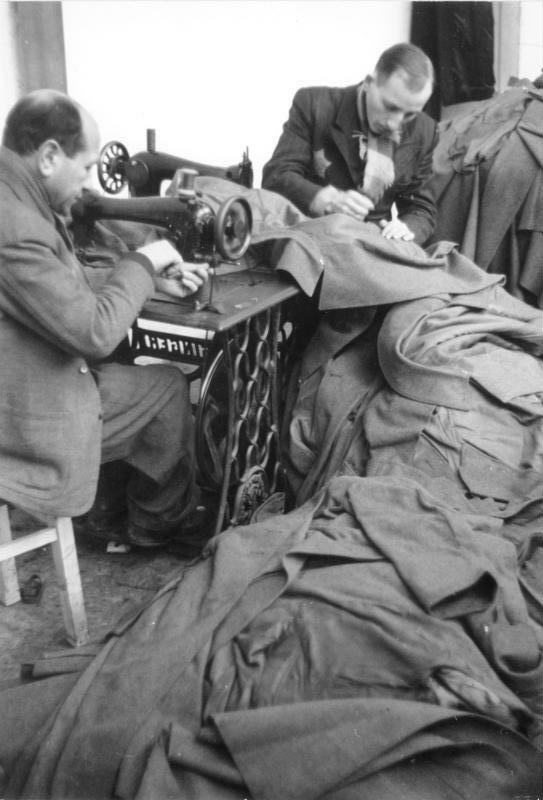
(Zermin, 1941)
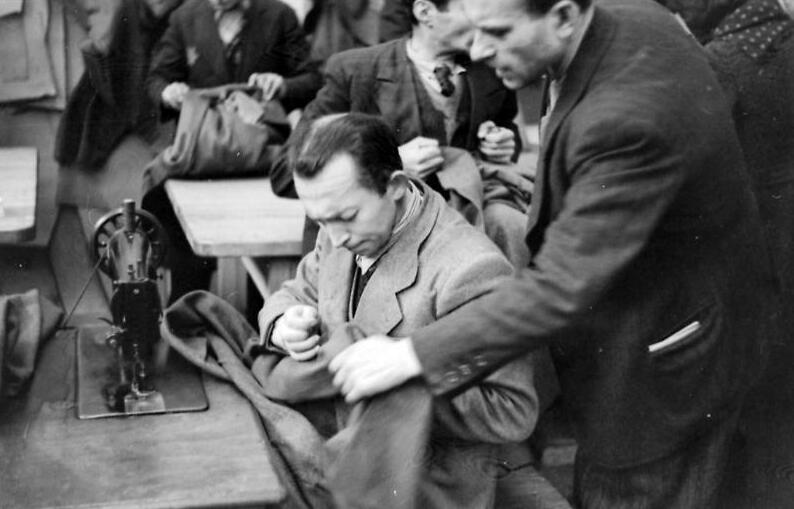
(Zermin, 1941)
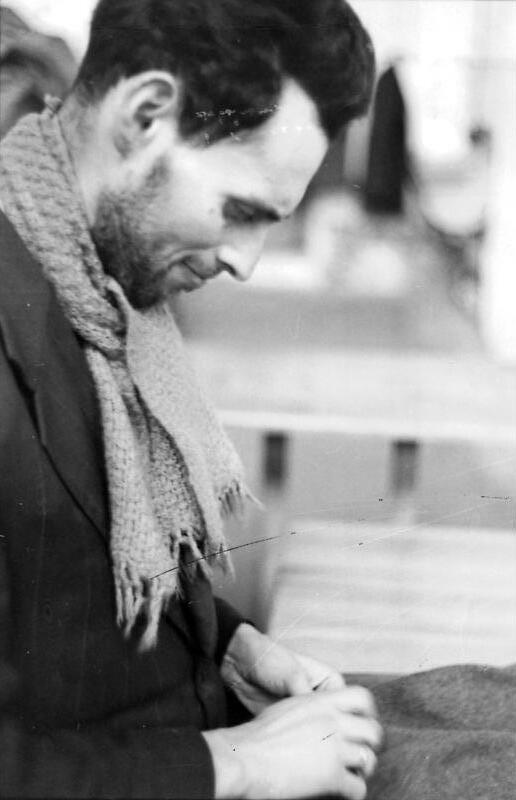
(Zermin, 1941)
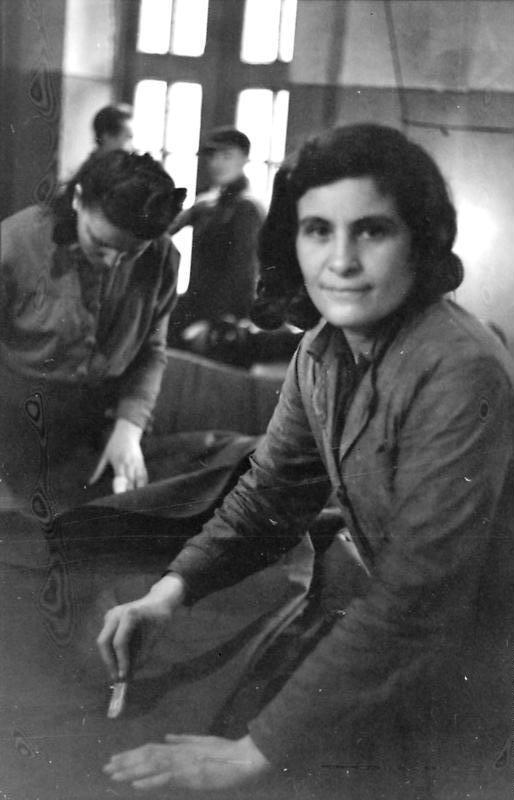
(Zermin, 1941)
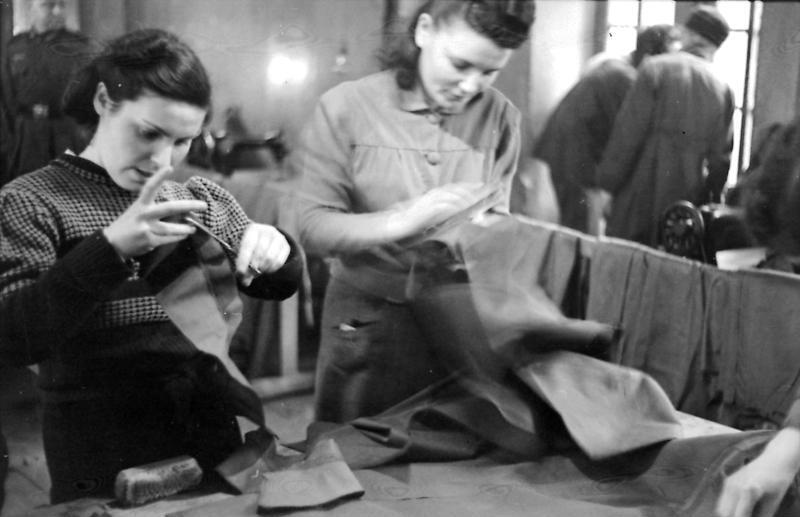
(Zermin, 1941)
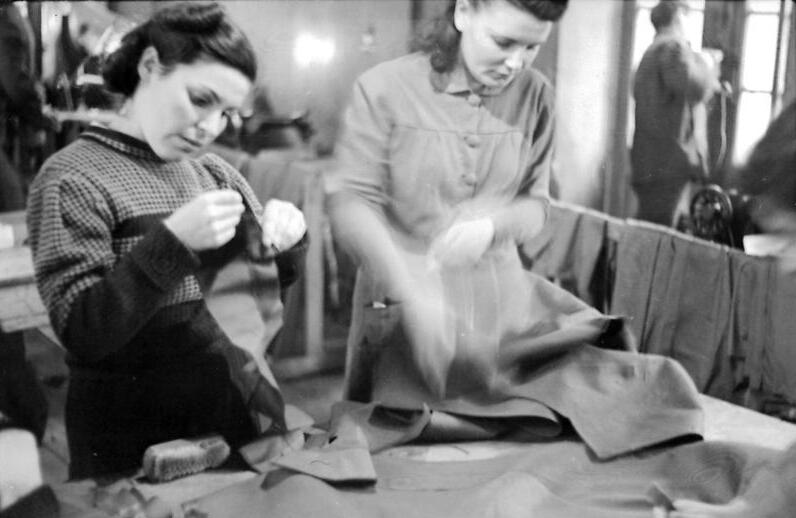
(Zermin, 1941)
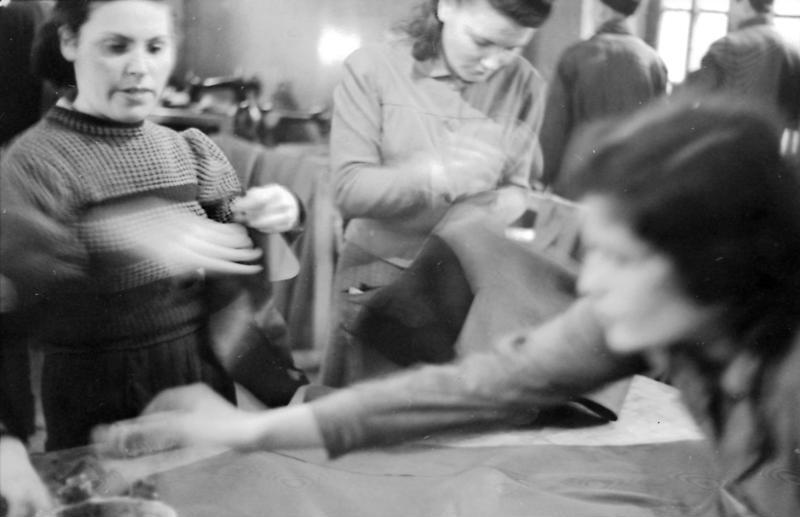
(Zermin, 1941)
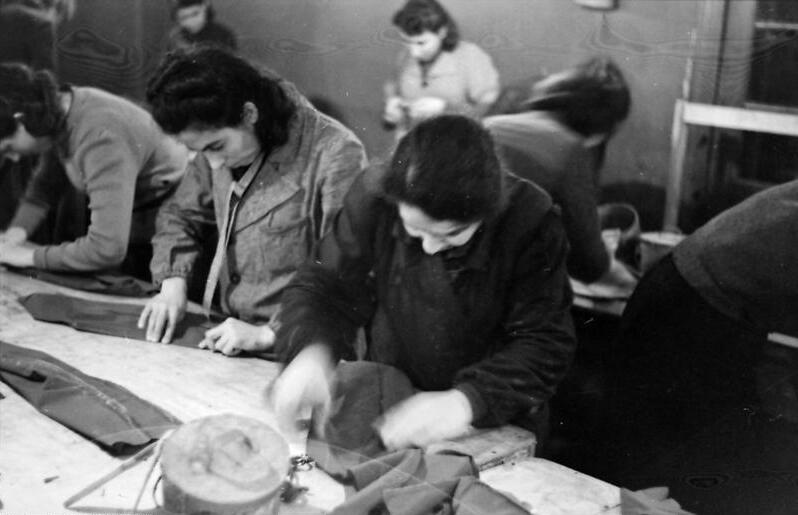
(Zermin, 1941)
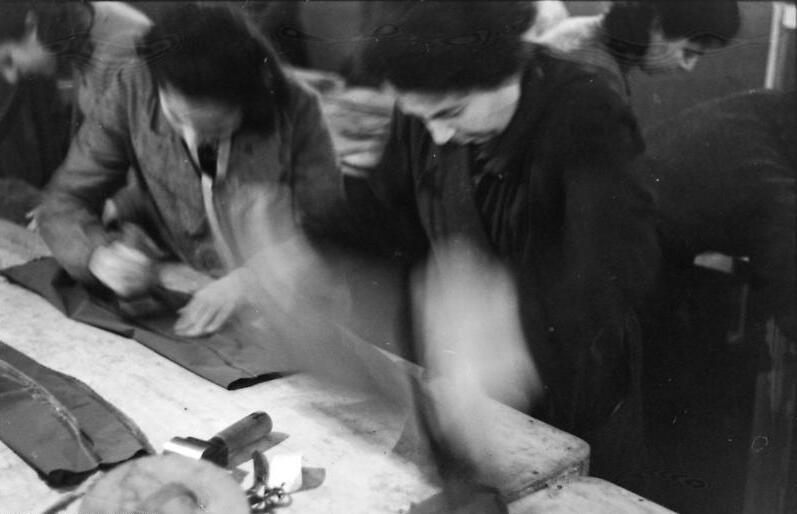
(Zermin, 1941)
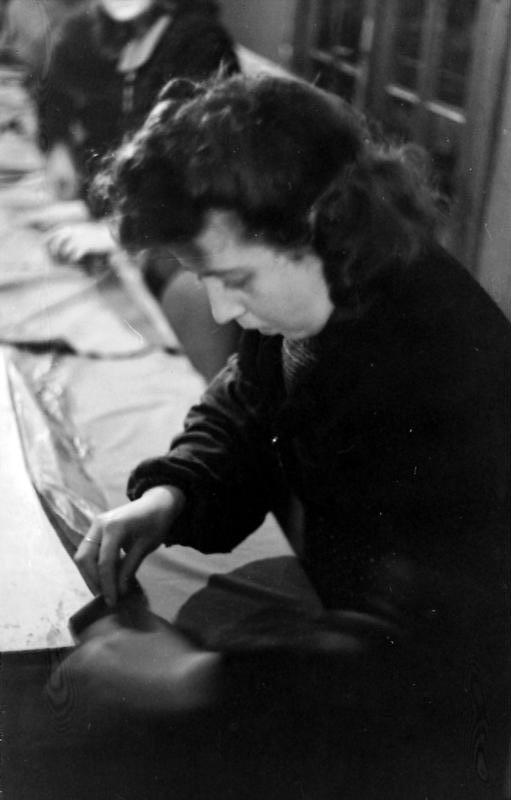
(Zermin, 1941)

## Collezione Walter Genewein
Walter Genewein era il capo degli amministratori nazisti del ghetto di Łódź e un fotografo amatoriale. L'esistenza di circa 500 sue foto (a colori) venne alla luce quando, dopo la sua morte, esse furono vendute nel 1987 a Vienna a un mercato dell'usato. La collezione include 138 immagini di vita quotidiana e delle attività produttive all'interno del ghetto. La prospettiva è quella di un burocrate che vuole trasmette un'immagine di ordine ed efficienza derivante dal proprio lavoro. Le foto di Genewein sono oggi preservate al Museo ebraico di Francoforte.

## Collezione Mendel Grossman
Nel 1939, con l'arrivo dei nazisti che occuparono la città e la creazione del ghetto, anche Mendel Grossman e la sua famiglia furono internati. Come fotografo professionista fu assunto dal Judenrat per realizzare le foto che era necessarie per le carte di identificazione degli abitanti del ghetto ed anche per documentare alle autorità naziste l'efficienze del sistema produttiva del ghetto al servizio dell'industria bellica tedesca.
Grossman non si limitò a svolgere il proprio lavoro, ma di nascosto riprese le condizioni di vita reali degli ebrei nel ghetto, fotografò le esecuzioni sommarie, i treni che trasportavano la gente nel campo di sterminio di Chełmno, i bambini nei carri, anche loro destinati nei campi di concentramento come i vecchi e le donne che morivano di fame nei marciapiedi. Fu probabilmente l'attenzione alla sua famiglia che fu e resta uno degli aspetti più toccanti: egli li fotografò negli anni di prigionia nel ghetto, i suoi genitori, le due sorelle ed il nipotino Yankush. Grossman li fotografò mentre facevano file interminabili alla distribuzione del cibo, a mangiare sotto le coperte a causa del freddo intenso, li vide morire ad uno ad uno per la fame, il freddo e lo sfinimento.
Alla fine del 1944 il destino dei nazisti era segnato grazie all'avanzata dell'Armata Rossa ed i tedeschi volevano cancellare le testimonianze dei ghetti e dei crimini ivi commessi. Grossman, presagendo l'ineluttabile, decise di nascondere i negativi sotto il davanzale della finestra della sua casa, grazie all'aiuto di alcuni amici. Rinchiuse in dei barattoli, a loro volta contenuti in una scatola, oltre 10.000 negativi.
Grossman non sopravviverà alle deportazioni, ma alla liberazione i negativi poterono essere recuperati dalla sorella, Fajge, che li portò in Israele, dove furono collocati nel kibbutz Nitzanim. Durante la guerra di indipendenza del 1948 i negativi purtroppo andarono distrutti negli eventi bellici 

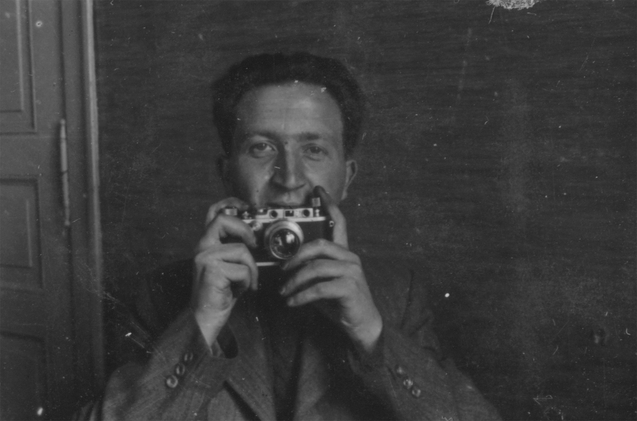
Autoritratto con la macchina fotografica
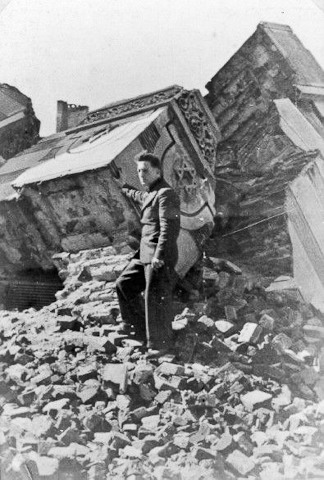
Autoritratto davanti alle rovine della sinagoga
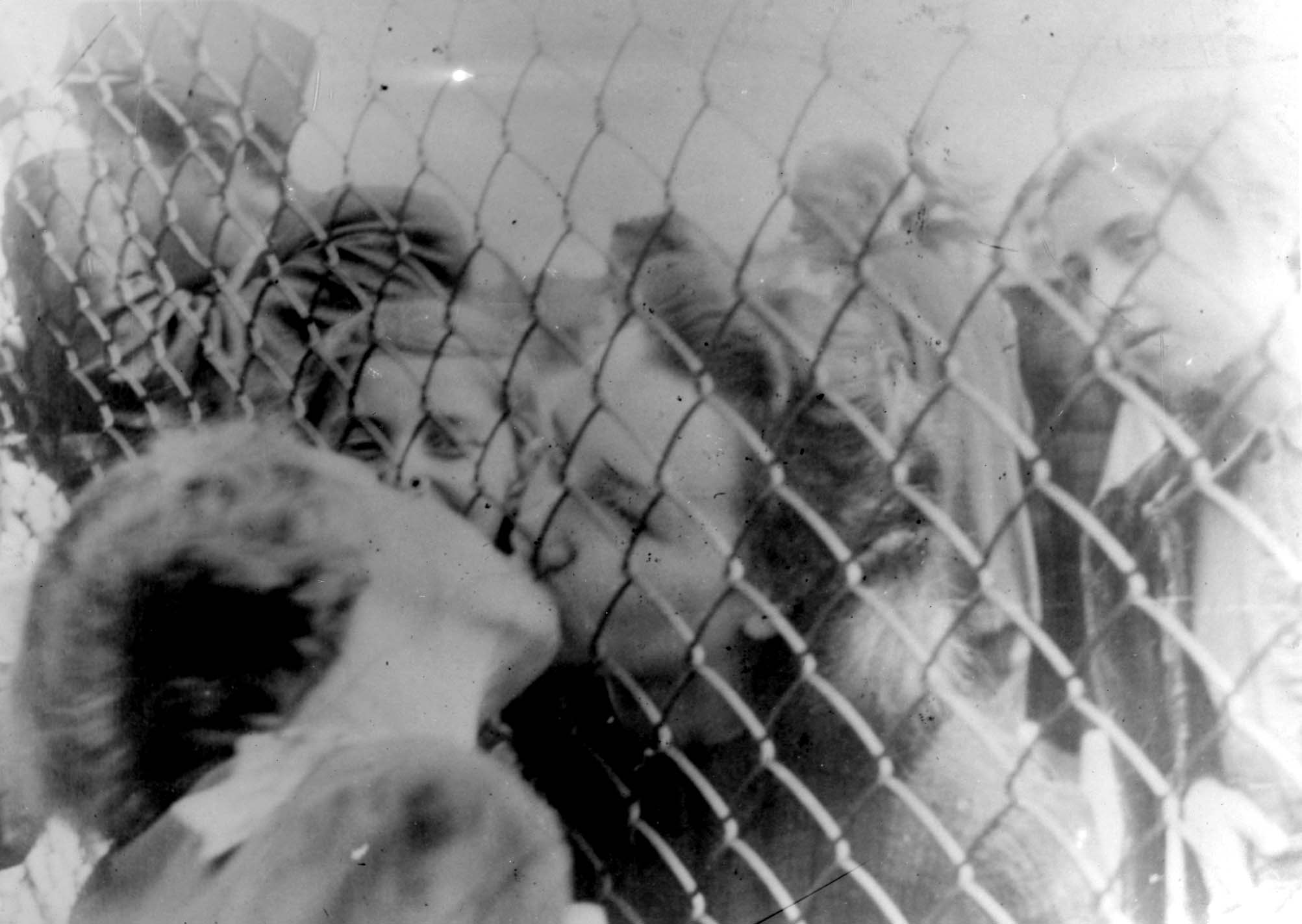
I deportati dicono addio ai familiari dall'altro lato della recinzione.
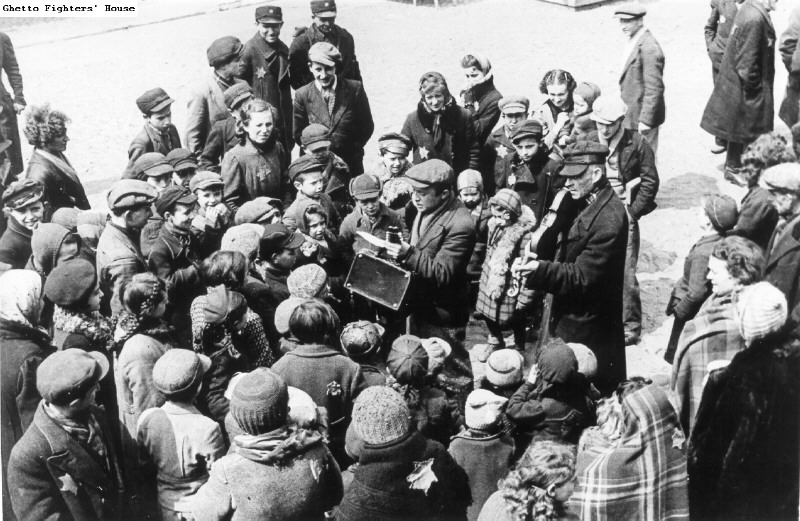
Uno spettacolo di strada di Jankiel Herszkowicz
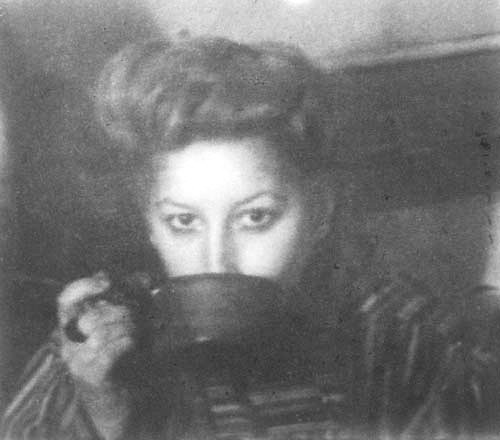
Ritratto di Melania Fogelbaum

## Collezione Henryk Ross
La vicenda di Henryk Ross è parallela e simile a quella di Mendel Grossman. Anch'egli viveva nella città polacca di Łódź ed era un fotografo professionista, specializzato in eventi sportivi e di cronaca locale. Nel ghetto fu anch'egli assunto come fotografo dal Judenrat.
Come Grossman, Ross non si limitò a riprendere quello che gli veniva ordinato, ma fotografò anche la miseria del ghetto, le deportazioni dei bambini destinati alle camere a gas, la fame e la miseria, riprese impiccagioni e gli orrori quotidiani, talvolta nascondendo la macchina fotografica sotto il cappotto, attraverso fenditure nei muri oppure dovunque poteva cogliere ciò che i nazisti compivano ai danni degli ebrei. In questo modo raccolse migliaia di immagini che verso la fine del 1944, quando ormai la sorte della guerra era ormai segnata per i tedeschi, con l'aiuto della moglie e di alcuni amici, sotterrò nei pressi della sua casa in una cassetta di legno, ricoprendola di catrame, oltre 6.000 negativi con l'intento che qualcosa venisse ricordato della tragedia a cui aveva assistito.
Ross e la moglie furono tra le sole 877 che rimasero nel ghetto fino alla liberazione. Appena furono liberi di farlo si adoperarono per recuperare i negativi. Purtroppo metà di essi erano rovinati a causa dell'umidità, ma circa 3.000 si erano salvati offendo una preziosa testimonianza della storia e del dramma del Ghetto di Łódź.
Nel 1956 Ross e la moglie Stefania Schönberg, che egli aveva sposato nel 1941 nel ghetto, si trasferirono in Israele. Nel 1961 Ross testimoniò al processo  nei confronti del gerarca nazista Adolf Eichmann durante il quale le sue foto furono mostrate per dimostrare i crimini che i tedeschi avevano compiuto contro gli ebrei.
Alla morte di Ross nel 1991 i negativi furono donati al Museo Art Gallery of Ontario di Toronto che ha digitalizzate e rese disponibili le fotografie per la consultazione in rete.

## Altre immagini clandestine dal ghetto
Oltre alle fotografie nelle collezioni di Grossman e Ross esistono altre foto del ghetto di cui non si conoscono con certezza gli autori. Esse furono fatte per illustrare la vita "ufficiale" del ghetto (in particolare le attività del capo del Judenrad, Chaim Rumkowski), ma anche di nascosto per documentare i crimini commessi, come la famosa sequenza di foto raffigurante anziani e bambini (inclusi quelli dell'orfanotrofio Marysin) condotti ai treni e alla morte nel settembre 1941.

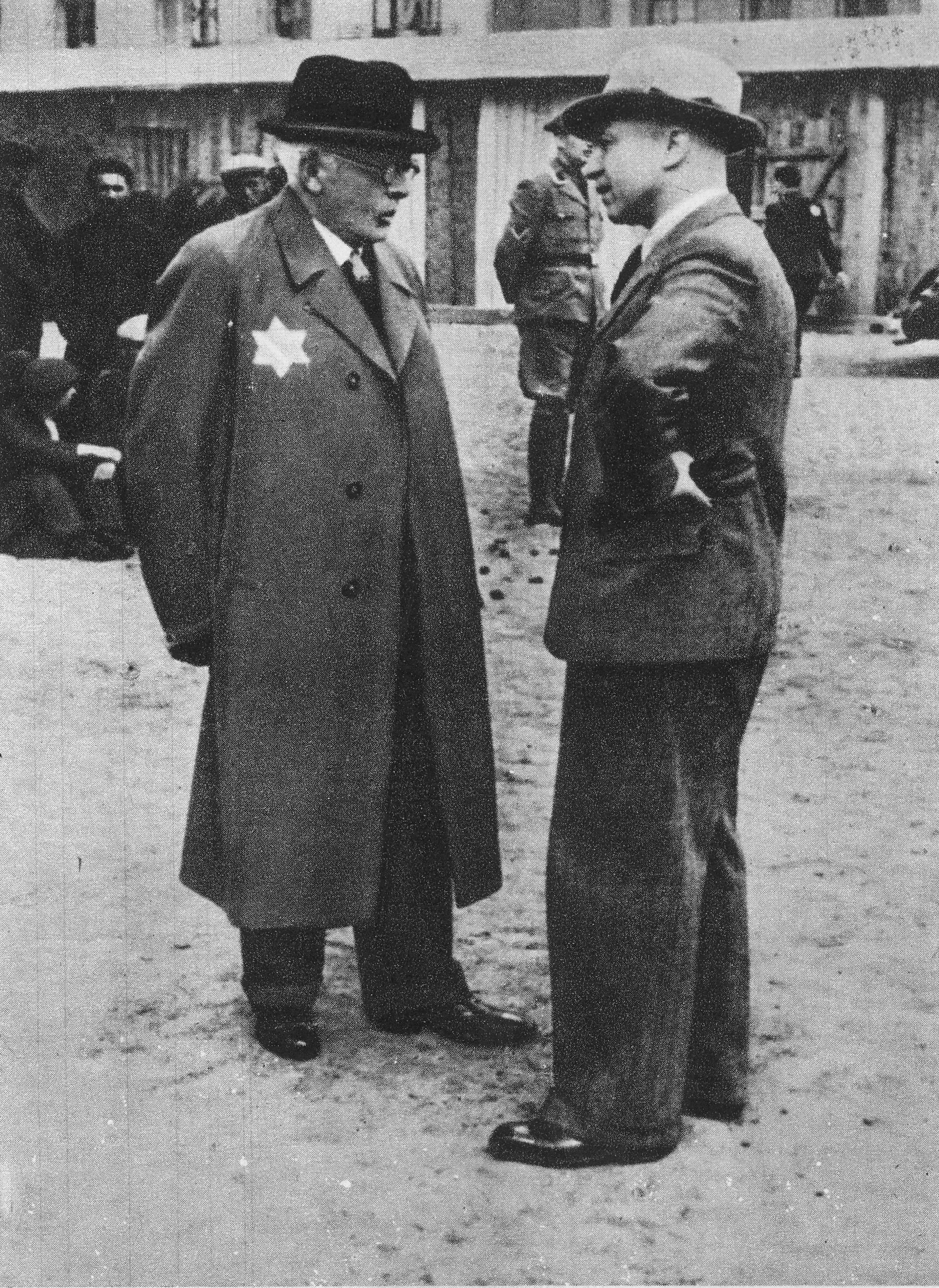
Il capo del Judenrad, Chaim Rumkowski, con Hans Biebow
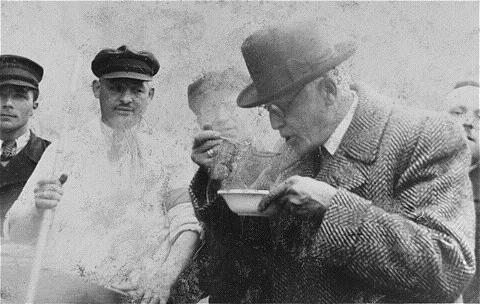
Rumkowski assaggia la zuppa per la mensa dei poveri
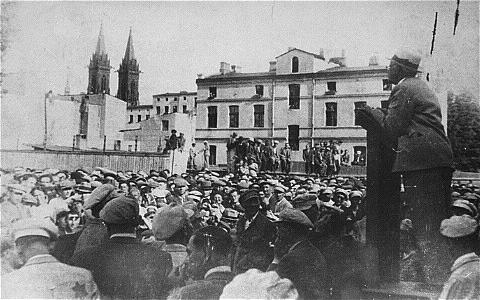
Rumkowski parla alla folla
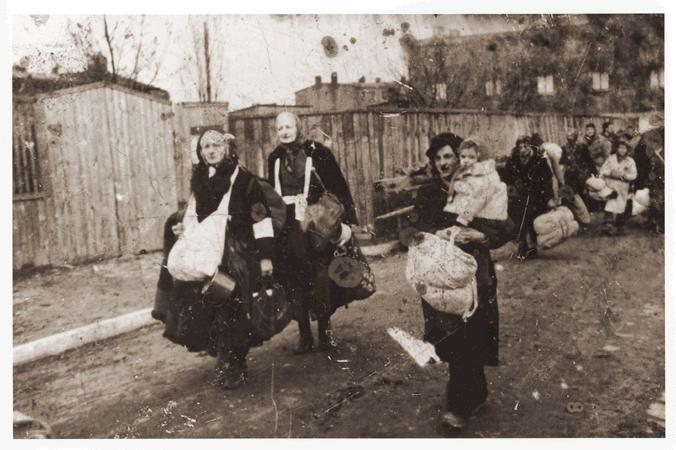
Deportazione di anziani e bambini da ghetto (1941)
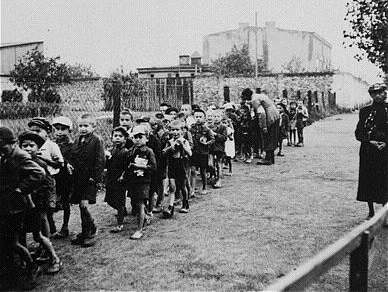
Deportazione dei bambini del ghetto (1941)
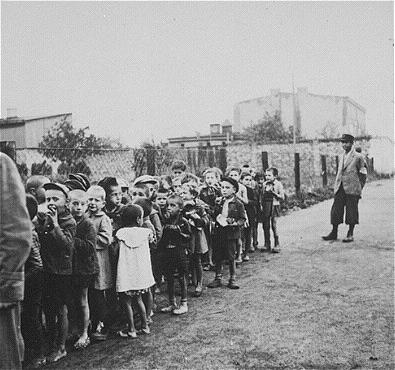
Deportazione dei bambini del ghetto (1941)
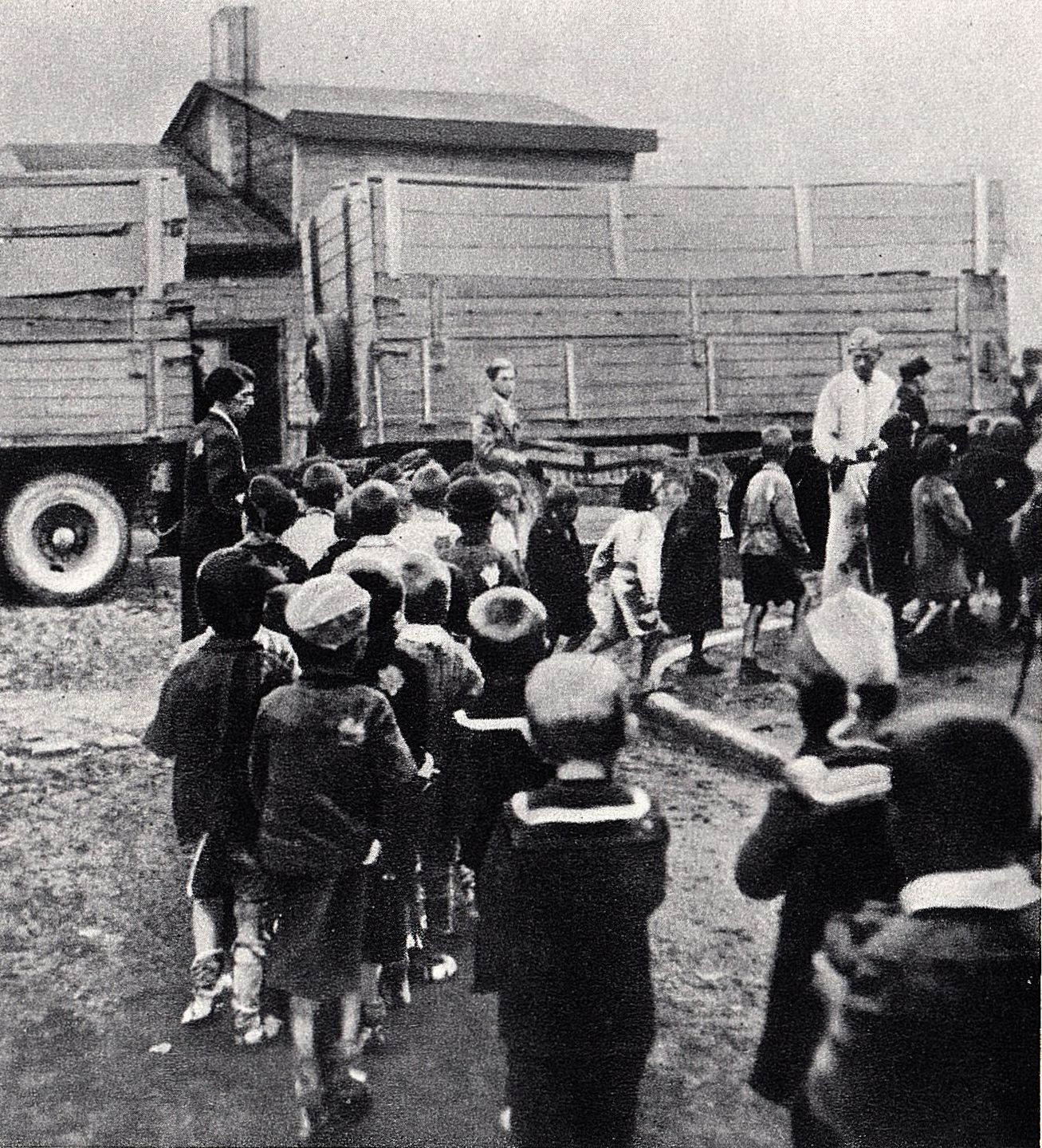
Deportazione dei bambini del ghetto (1941)